# Irène Aebi
Irène Aebi (Zürich, 27 juli 1939) is een Zwitserse celliste, violiste en zangeres in de freejazz.
Aebi debuteerde op haar zesde als pianiste, later was ze violiste in het orkest van het conservatorium van Gent. Eind jaren zestig ontmoette ze in Rome Steve Lacy, met wie ze later zou huwen. Met Lacy werkte ze meer dan veertig jaar samen in allerlei projecten, ze speelde viool en cello op zijn albums en zong teksten van uiteenlopende auteurs, van Laozi en Osip Mandelstam tot en met Guillaume Apollinaire. Ook maakte ze platen met haar eigen groepen, waaronder een trio met Lacy en Frederic Rzewski. Verder is ze te horen op opnames van onder meer Mal Waldron.

## Discografie
- Troubles, Black Saint Records, 1979
- The Cry, Soul Note, 1999

- Bibsys: 6091067
- Bibliothèque nationale de France: cb13921511t (data)
- Gemeinsame Normdatei: 13431137X
- International Standard Name Identifier: 0000 0000 5513 0604
- Library of Congress Control Number: n80032998
- MusicBrainz: a80f49e2-b81a-42d2-95ae-afa4824cbce9
- Nationale Bibliotheek van Israël: 987007338156705171
- Nationale Bibliotheek van Polen: a0000003640389
- Nederlandse Thesaurus van Auteursnamen: 073634042
- Réseau des bibliothèques de Suisse occidentale: 02-A005551618
- Système universitaire de documentation: 077720792
- Virtual International Authority File: 2658282
- WorldCat: E39PBJfMh3kT9kDrbmvpBGmTpP